# Prionus poultoni
Prionus poultoni là một loài bọ cánh cứng trong họ Cerambycidae.